# Toussaint Cartisser
Toussaint Cartisser (Noyers, 1812 – Parijs?, na 1855) was een Franse glasschilder, die in Nederland en Frankrijk werkzaam was.

## Leven en werk
Toussaint Cartisser was een uit Frankrijk afkomstige glasschilder. Samen met zijn broer Antoine richtte hij in 1834 een atelier van "gekleurd glas" op in de Poort van Beusdael aan de Hoogbrugstraat in Wyck-Maastricht. Zij behoorden met Pieter Franciscus Peters sr. en Jacobus en Joannes van Rijckevorsel tot de eersten die in de eerste helft van de 19e eeuw in Nederland het glazeniersvak weer oppakten. Toussaint Cartisser had een octrooi voor het invoeren en vervaardigen van mousselineglas.
In mei 1841 namen de broers met een viertal glaspanelen deel aan de Tentoonstelling van Levende Meesters in Den Haag. Mogelijk kwam koning Willem II zo met hun werk in aanraking. Als pas ingehuldigde vorst maakte hij dat jaar een rondrit langs de provincies. In juni 1841 bracht hij een bezoek aan Maastricht en de daar gevestigde bedrijven van Petrus Regout, Hanckar (lakenfabriek) en de gebroeders Cartisser. De broers maakten ter herinnering aan dit bezoek twee ronde ramen in een houten lijst, die zich nog altijd in de koninklijke verzamelingen bevinden. Een daarvan toont het en-profil portret van de koning en het andere de stedenmaagd met het wapen van Maastricht. In hetzelfde jaar 1841 vervaardigden ze voor de koning gebrandschilderd glas voor Paleis Noordeinde en ramen voor zijn werkkamer.
In 1843 maakten de broers drie ramen voor de apsis van de Sint-Servaaskerk in Maastricht. Het ontwerp van de ramen, met voorstellingen van de Annunciatie, de Aanbidding der Wijzen en de Opdracht in de Tempel, was van Théodore Schaepkens. Tijdens de grote restauratie van de kerk, geleid door Pierre Cuypers, werden ze omstreeks 1875 vervangen door ramen van Atelier F. Nicolas en Zonen. In 1844 kreeg Cartisser opnieuw een opdracht van de koning. Deze keer voor ramen in de neogotische Gotische Zaal, een uitbreiding van Paleis Kneuterdijk waar zijn schilderijenverzameling werd ondergebracht. Ze maakten twee grote roosvensters voor de kopwanden van de zaal en tien rondlichten voor de wanden van de gang ernaartoe. In 1845 werd Toussaint Cartisser door de koning benoemd tot ridder in de Orde van de Eikenkroon. 
Cartisser keerde terug naar Frankrijk, waar hij in 1855 nog wordt vermeld met een atelier in Parijs. Het is onbekend waar en wanneer hij is overleden.

## Afbeeldingen

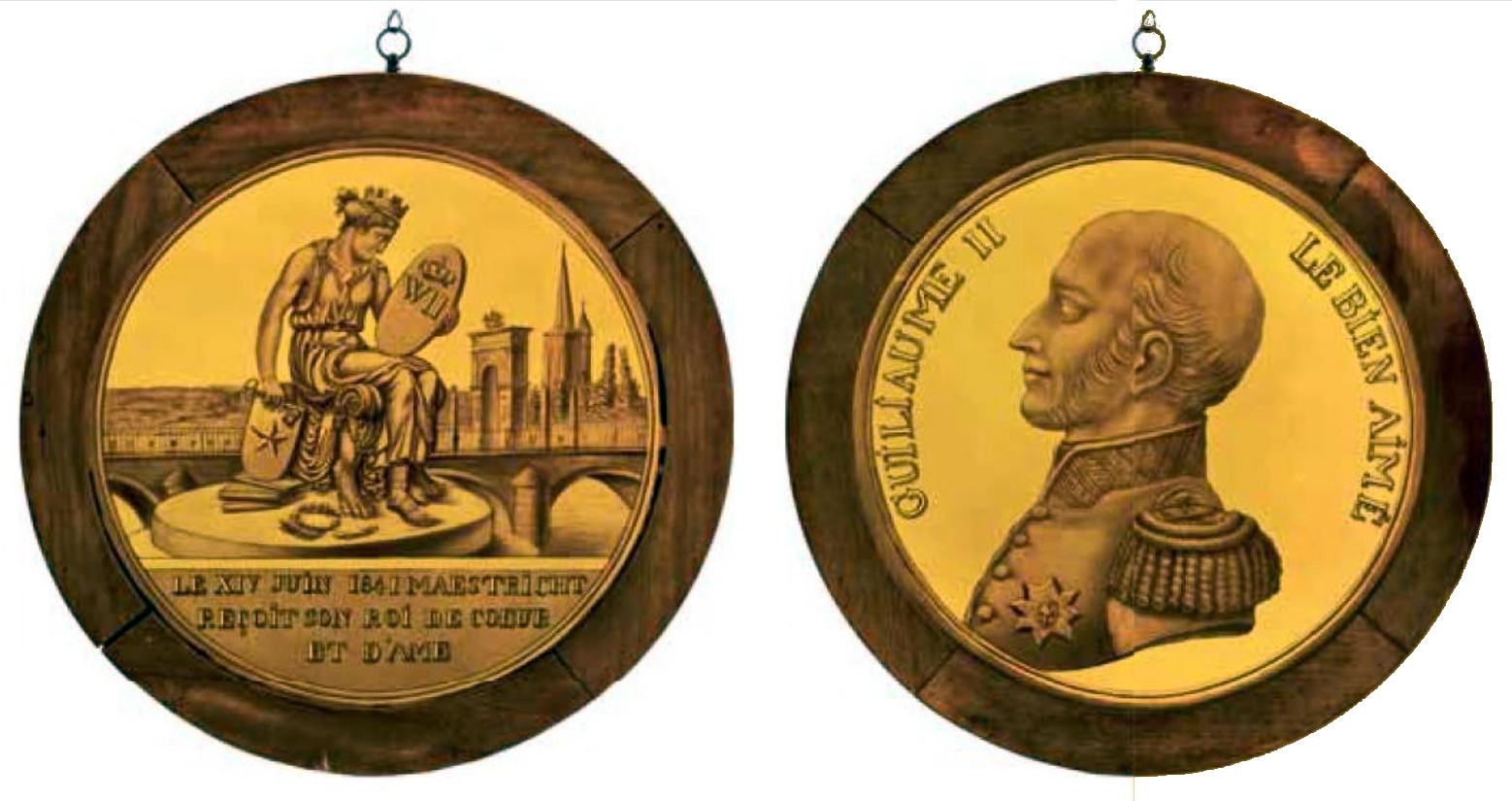
Glasmedaillons aangeboden aan Willem II t.g.v. zijn bezoek aan Maastricht
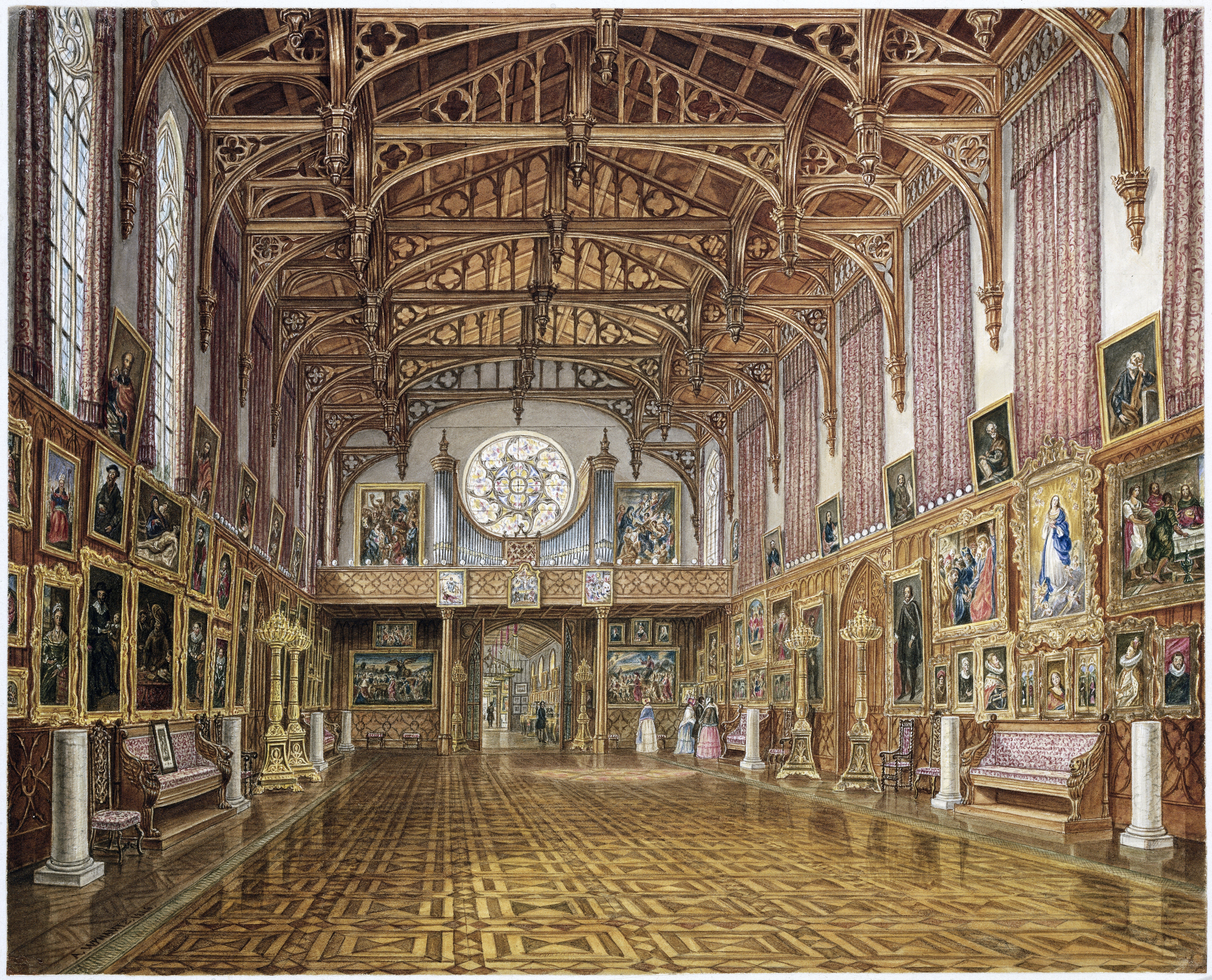
De Gotische Zaal met het raam van Cartisser
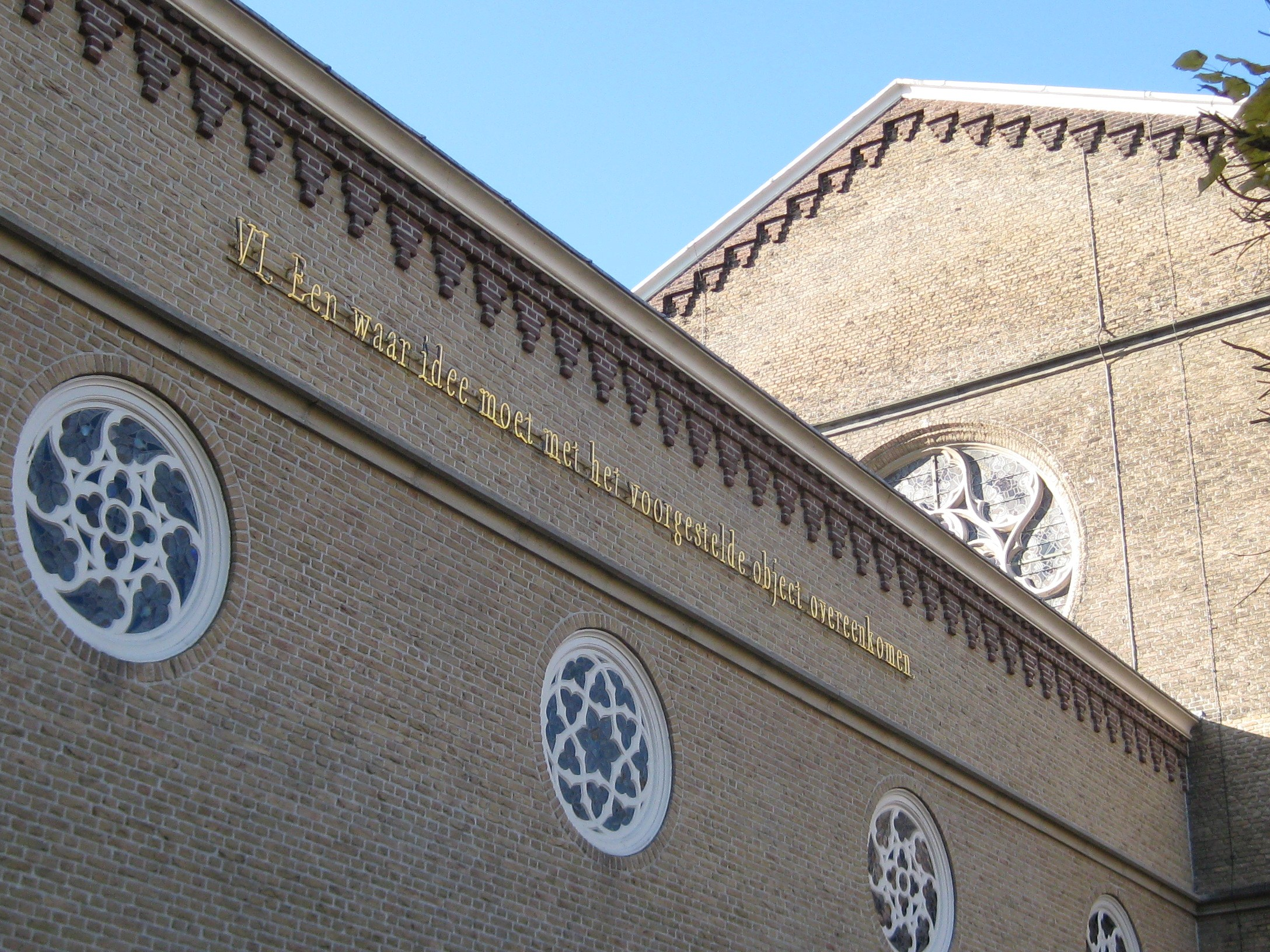
Rondlichten in de gang naar de Gotische Zaal